# Giêsu tái lâm

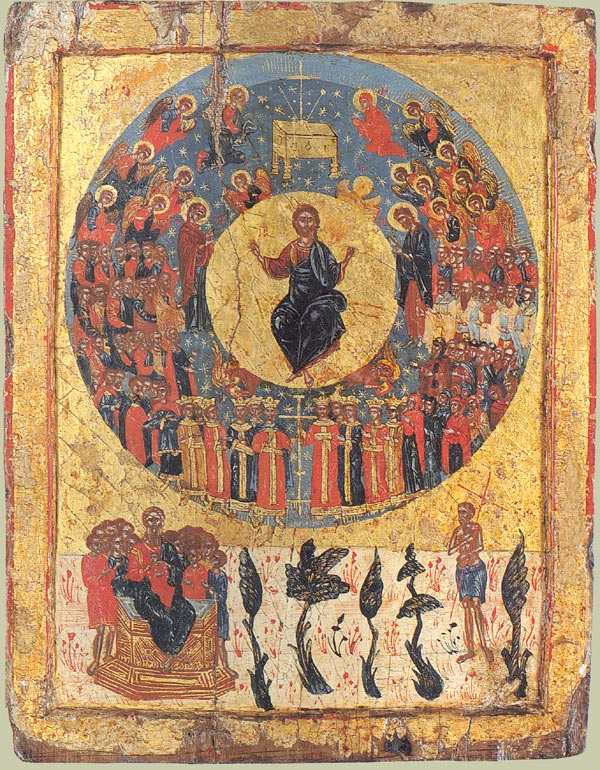
Greek icon of Second Coming, c.1700

Tái lâm (còn gọi là giáng sinh lần thứ hai) là một niềm tin trong Kitô giáo và Hồi giáo, liên quan đến sự trở lại trong tương lai của Giê-su sau khi ông "đến lần đầu tiên" và ra đi cách đây hai ngàn năm. Niềm tin dựa trên những lời tiên tri cứu thế được tìm thấy trong các sách Phúc Âm kinh điển và là một phần của hầu hết các giáo lý Kitô giáo. Quan điểm về bản chất của lần đến thứ hai của Giê-su giữa các giáo phái Kitô giáo và giữa các Kitô hữu có sự khác nhau.

## Thuật ngữ
Một số thuật ngữ khác nhau được sử dụng để nói đến Sự Tái Lâm của Chúa Giêsu:
Trong Tân Ước, từ Hy Lạp ἐἐφάα (epiphaneia, xuất hiện) được sử dụng năm lần để chỉ sự trở lại của Christ.

## Đoạn Kinh Thánh nói về sự Tái Lâm
Tin Mừng Thánh Matthew chương 24 có đoạn các môn đệ thời Sơ Lâm hỏi về sự Tái Lâm của Ngài
lúc Người ngồi trên núi Ô-liu, các môn đệ tới gặp riêng Người và thưa: “Xin Thầy nói cho chúng con biết khi nào những sự việc ấy xảy ra, và cứ điềm nào mà biết ngày Thầy quang lâm và ngày tận thế?”

Matthew 24:3
Tại đây, các môn đệ hỏi Chúa Giê-su rằng khi nào Chúa đến, trong khi đang ở lần đến thứ nhất vào 2000 năm trước của Ngài. Chính vì đọc câu này nên các Ki-tô hữu tin rằng Chúa Giê-su sẽ Tái Lâm. nếu xem tiếp chương 24 sẽ thấy rất nhiều dấu hiệu Chúa Giê-su nói về thời kỳ này.
Đức Giê-su đáp: “Anh em hãy coi chừng, đừng để ai lừa gạt anh em,5 vì sẽ có nhiều kẻ mạo danh Thầy đến nói rằng: “Chính Ta đây là Đấng Ki-tô”, và họ sẽ lừa gạt được nhiều người.6 Anh em sẽ nghe có giặc giã và tin đồn giặc giã; coi chừng, đừng khiếp sợ, vì những việc đó phải xảy ra, nhưng chưa phải là tận cùng.7 Quả thế, dân này sẽ nổi dậy chống dân kia, nước này chống nước nọ. Sẽ có những cơn đói kém, và những trận động đất ở nhiều nơi.8 Nhưng tất cả những sự việc ấy chỉ là khởi đầu các cơn đau đớn.
9 “Bấy giờ, người ta sẽ nộp anh em, khiến anh em phải khốn quẫn, và người ta sẽ giết anh em; anh em sẽ bị mọi dân tộc thù ghét vì danh Thầy.10 Bấy giờ sẽ có nhiều người vấp ngã. Người ta sẽ nộp nhau và thù ghét nhau.11 Sẽ có nhiều ngôn sứ giả xuất hiện và lừa gạt được nhiều người.12 Vì tội ác gia tăng, nên lòng yêu mến của nhiều người sẽ nguội đi.13 Nhưng kẻ nào bền chí đến cùng, kẻ ấy sẽ được cứu thoát.
14 “Tin Mừng này về Vương Quốc sẽ được loan báo trên khắp thế giới, để làm chứng cho mọi dân tộc được biết. Và bấy giờ sẽ là tận cùng.”

Matthew 24:4-14

Khi xem Tin Mừng Thánh Luca chương 21 cũng thấy như sau:
Bấy giờ, thiên hạ sẽ thấy Con Người đầy quyền năng và vinh quang ngự trong đám mây mà đến.28 Khi những biến cố ấy bắt đầu xảy ra, anh em hãy đứng thẳng và ngẩng đầu lên, vì anh em sắp được cứu chuộc.

Luca 21:27-28
Tại đây cũng được chép rằng Chúa Giê-su sẽ đến trên đám mây là ví dụ cho xác thịt (Matthew 13:34-35, Đa-ni-en 7:13-14, Châm-ngôn 25:14), các Ki-tô hữu với sự giải thích như trên cũng nói rằng sự đến ở đây cũng là đến lần 2.

## Tái Lâm và Phán xét
Những Cơ đốc nhân ngày nay cho rằng khi Đức Chúa Giêsu Tái Lâm đến thế gian này sẽ phán xét thế gian luôn và đưa những người dân tin vào Đức Chúa Trời về Nước Thiên Đàng. Tuy nhiên chúng ta có thể dễ dàng phân biệt thông qua bảng sau: 
|          | Đấng phán xét | Đấng Tái Lâm |
| -------- | ------------- | ------------ |
| Hình ảnh | Ngọn lửa      | Đám Mây      |
| Mục đích | Phán xét      | Cứu rỗi      |

Và theo Luca 21:27-28 thì Chúa Giê-su Tái Lâm trước sau đó mới phán xét.

## Thời điểm Chúa Giê-su Tái Lâm
Theo Ma-thi-ơ chương 24 là chương nói về cảnh Tái Lâm của Chúa Giê-su thì thấy có đoạn Chúa phán về thời điểm Tái Lâm
'Hãy nghe lời ví-dụ về cây vả, vừa lúc nhành non, lá mới đâm, thì các ngươi biết mùa hạ gần tới. Cũng vậy, khi các ngươi thấy mọi điều ấy, khá biết rằng Con người gần đến, Ngài đương ở trước cửa. ' 

Ma-thi-ơ 24:32-33 
Tại đây dùng từ "khi", tức là chỉ về thời điểm. Khi dò xem ví dụ về cây vả sẽ biết ngay năm nào Chúa Giê-su Tái Lâm.